# Xeniidae
Xeniidae is een familie van zachte koralen uit de klasse der Anthozoa (Bloemdieren).

## Geslachten
- Anthelia Lamarck, 1816
- Asterospicularia Utinomi, 1951
- Bayerxenia Alderslade, 2001
- Ceratocaulon Jungersen, 1892
- Cespitularia Milne Edwards & Haime, 1850
- Efflatounaria Gohar, 1939
- Fasciclia Janes, 2008
- Funginus Tixier-Durivault, 1987
- Heteroxenia Koelliker, 1874
- Ingotia Alderslade, 2001
- Ixion Alderslade, 2001
- Orangaslia Alderslade, 2001
- Ovabunda Alderslade, 2001
- Sansibia Alderslade, 2000
- Sarcothelia Verrill, 1928
- Sympodium Ehrenberg, 1834
- Xenia Lamarck, 1816